# Hodenc-l’Évêque
Hodenc-l’Évêque ist eine französische Gemeinde mit 228 Einwohnern (Stand 1. Januar 2022) im Département Oise in der Region Hauts-de-France. Die Gemeinde liegt im Arrondissement Beauvais und ist Teil der Communauté de communes Thelloise und des Kantons Chaumont-en-Vexin.

## Geographie
Die rund zwei Kilometer westlich von Noailles gelegene Gemeinde erstreckt sich im Westen bis über die Bahnstrecke von Paris über Beauvais nach Le Tréport hinaus.

## Einwohner
| 1962 | 1968 | 1975 | 1982 | 1990 | 1999 | 2006 | 2011 |
| ---- | ---- | ---- | ---- | ---- | ---- | ---- | ---- |
| 80   | 84   | 83   | 124  | 153  | 190  | 228  | 247  |

## Verwaltung
Bürgermeisterin (maire) ist seit 2014 Danielle Deblieck.

## Sehenswürdigkeiten
- einschiffige Kirche Saint-Pierre mit einem nicht gewölbten Langhaus aus dem 17. Jahrhundert und einem zweijochigen Chor aus dem 16. Jahrhundert mit Kreuzrippengewölbe, an den im Süden der Glockenturm aus derselben Zeit anschließt; Barocker Hauptaltar aus dem 17. Jahrhundert, Glasfenster aus dem Jahr 1827[1]

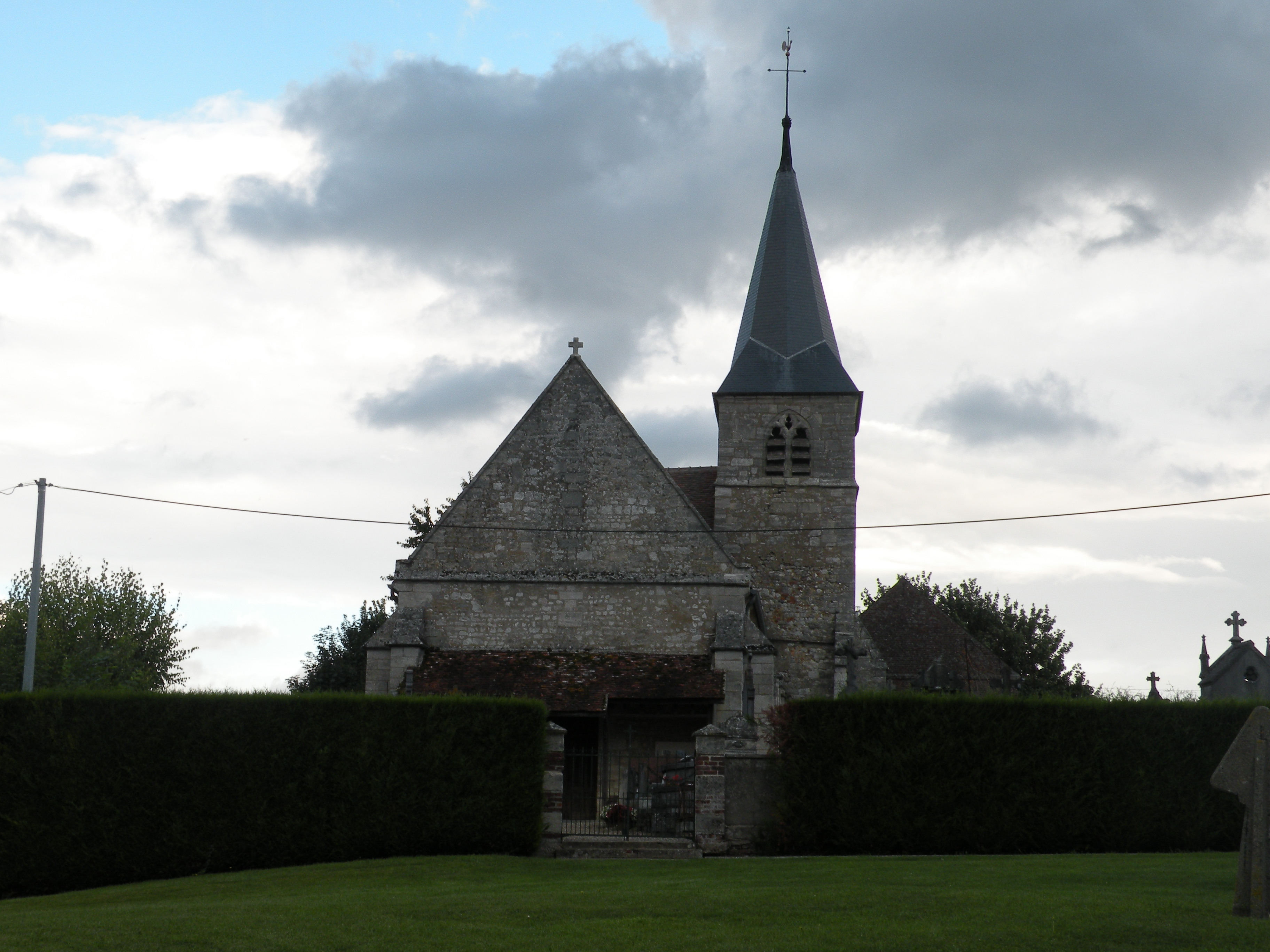
Kirche Saint-Pierre

- alte Priorei